# Шейк (единица времени)
Шейк (англ. shake) — неофициальная единица времени, равная 10 наносекундам, или 10−8 секунд. Применяется в ядерной физике, в частности, для выражения синхронизации событий во время ядерного взрыва. Характерное время, необходимое для одного шага в цепной реакции (то есть характерное время, необходимое для нейтрона, чтобы вызвать деление атомных ядер, высвобождающее большее количество нейтронов) имеет продолжительность порядка 1 шейка, и цепная реакция обычно завершается за время от 50 до 100 шейков.
Эта единица также может быть использована в схемотехнике. Поскольку сигнал проходит интегральную схему за время порядка наносекунд, шейк является характеристикой скорости прохождения сигнала в ИС.
Происхождение названия этой единицы измерения, как и многих других, идёт от совершенно секретных операций Манхэттенского проекта (проект разработки ядерного оружия США во время Второй мировой войны). Название «шейк» (англ. shake — дословно «качание, потряхивание») происходит от выражения «два качания хвоста ягнёнка» (two shakes of a lamb’s tail), что в переносном смысле означает «очень короткий промежуток времени». Этот термин был удобен для разработчиков атомных бомб, в своей работе часто оперировавших величинами порядка 10 наносекунд.
Первое известное в литературе использование выражения «два качания хвоста ягнёнка» принадлежит английскому священнику и поэту Ричарду Бархэму, пользовавшемуся псевдонимом «Томас Инголдсби», в его сборнике мифов и сказочных историй 1840 года «Легенды Инголдсби».